# توب كات
توب كات (بالإنجليزية: Top Cat)‏ هو مسلسل رسوم متحركة من نوع سيت كوم من إنتاج شركة هانا-باربيرا تم بثه على قناة ABC من 27 سبتمبر 1961 إلى 18 أبريل 1962 لموسم واحد من 30 حلقة.

## الحبكة
المسلسل الكرتوني من بطولة توب كات (أو ببساطة تي.سي)( المؤدي الصوتي أرنولد ستانغ) هو زعيم عصابة قطط الزقاق التي تعيش في منطقة مانهاتن هم (فانسي-فانسي , سبوك , بيني ذا بول , برين , تشو-تشو) .
تحاول العصابة باستمرار كسب ربح سريع ، عادةً من خلال عمليات الاحتيال غير القانونية ، وتدور حبكة متكررة حول شرطي تشارلز «تشارلي» ديبل ، في محاولة غير فعالة لطردهم من الزقاق ومنعهم من استخدام هاتف صندوق الشرطة.

## الأداء الصوتي
الأصوات الرئيسية
- أرنولد ستانغ بدور توب كات
- موريس جوسفيلد بدور بيني ذا بول
- ألين جنكينز بدور الضابط ديبل
- مارفن كابلان بدور تشو-تشو
- ليو دي ليون بدور برين , سبوك
- جون ستيفنسون بدور فانسي-فانسي

أصوات إضافية
- بي بيناديرت
- هيرشل برناردي
- سالي جونز
- غي غي بيرسون
- جيجي بيريو
- جان فاندر بيل
- بول فريس
- داوس بتلر
- دون ميسيك

## روابط خارجية
- توب كات على موقع IMDb (الإنجليزية)
- توب كات على موقع روتن توميتوز (الإنجليزية)
- توب كات على موقع كينوبويسك (الروسية)
- توب كات على موقع ألو سيني (الفرنسية)
- توب كات على موقع قاعدة بيانات الفيلم (الإنجليزية)